# Necydalis indica
Necydalis indica är en skalbaggsart som beskrevs av Maurice Pic 1912. Necydalis indica ingår i släktet stekelbockar, och familjen långhorningar.
Artens utbredningsområde är Pakistan. Inga underarter finns listade i Catalogue of Life.